# Manuela Picó
Manuela Picó (Azuaga, Badajoz) é uma pintora espanhola. Ela faz trabalho de pinturas em cerâmica.